# Parc Natural de la Serra d'Espadà
La serra d'Espadà va ser declarada Parc Natural pel Govern Valencià mitjançant el Decret 161/1998 de 29 de setembre.
La superfície declarada com a parc ocupa 31.180 ha, fet que el converteix en el segon Espai Natural Protegit de major extensió de tot el País Valencià (després del Parc Natural de les Gorges del Cabriol). Dels 19 municipis implicats, 11 tenen tot el seu terme municipal dins dels límits del parc natural (Aín, L'Alcúdia de Veo, Almedíxer, Assuévar, Xóvar, Eslida, les Fonts d'Aiòder, Figueres, Pavies, Torralba i Vilamalur); mentre que els 8 restants (Alfondeguilla, Algimia d'Almonesir, Artana, Aiòder, Matet, Suera, Tales i La Vall d'Almonesir) sols estan inclosos parcialment.

## Legislació
- DECRET 218/1997, de 30 de juliol, del Govern Valencià, pel qual s'aprova el Pla d'Ordenació dels Recursos Naturals de la Serra d'Espadà. (DOGV núm. 3075, de 10.09.1997)[Enllaç no actiu]

- DECRET 161/1998, de 29 de setembre, del Govern Valencià, pel qual es declara parc natural protegit a la serra d'Espadà. (DOGV núm. 3347, de 08.10.1998)[Enllaç no actiu]

- DECRET 59/2005, d'11 de març, del Consell de la Generalitat, pel qual s'aprova el Pla rector d'ús i gestió del Parc Natural de la Serra d'Espadà.  (DOGV núm. 4969, de 18.03.2005)[Enllaç no actiu]